# Luther Blissett (fotbalista)
Luther Loide Blissett (* 1. února 1958, Falmouth) je bývalý anglický fotbalista jamajského původu. Hrál útočníka, především za Watford FC, kterému pomohl získat postup ze čtvrté divize do první divize.
Od poloviny 90. let bylo jméno Luther Blissett často používáno jako pseudonym, zejména členy Luther Blissett Projektu.

## Hráčská kariéra
Luther Blissett hrál útočníka za Watford FC, AC Milán, AFC Bournemouth, West Bromwich Albion, Bury FC, Derry City FC, Mansfield Town FC, Southport FC, Wimborne Town FC a Fakenham Town FC.
S Watfordem postupoval ze 4. ligy až do 1. ligy. Hned v první sezóně v 1. lize se stal v roce 1983 králem střelců anglické ligy. Po ní přestoupil do AC Milán, kde ale moc gólů nedal, a po roce se vrátil do Watfordu.
Za Anglii hrál 14 zápasů a dal 3 góly, všechny hned v prvním zápase při výhře 9:0 nad Lucemburskem. Stal se tak prvním černochem, který dal hattrick za Anglii.

## Úspěchy
Watford
- Král střelců anglické ligy: 1982/83